# Bueil-en-Touraine
Pour les articles homonymes, voir Bueil.
Bueil-en-Touraine est une commune française située dans le département d'Indre-et-Loire, en région Centre-Val de Loire.

## Géographie

### Communes limitrophes
Les communes limitrophes sont  Neuvy-le-Roi, Saint-Paterne-Racan, Villebourg et Épeigné-sur-Dême.
| Villebourg          |                   | Épeigné-sur-Dême |
|                     | Bueil-en-Touraine |                  |
| Saint-Paterne-Racan |                   | Neuvy-le-Roi     |

### Hydrographie

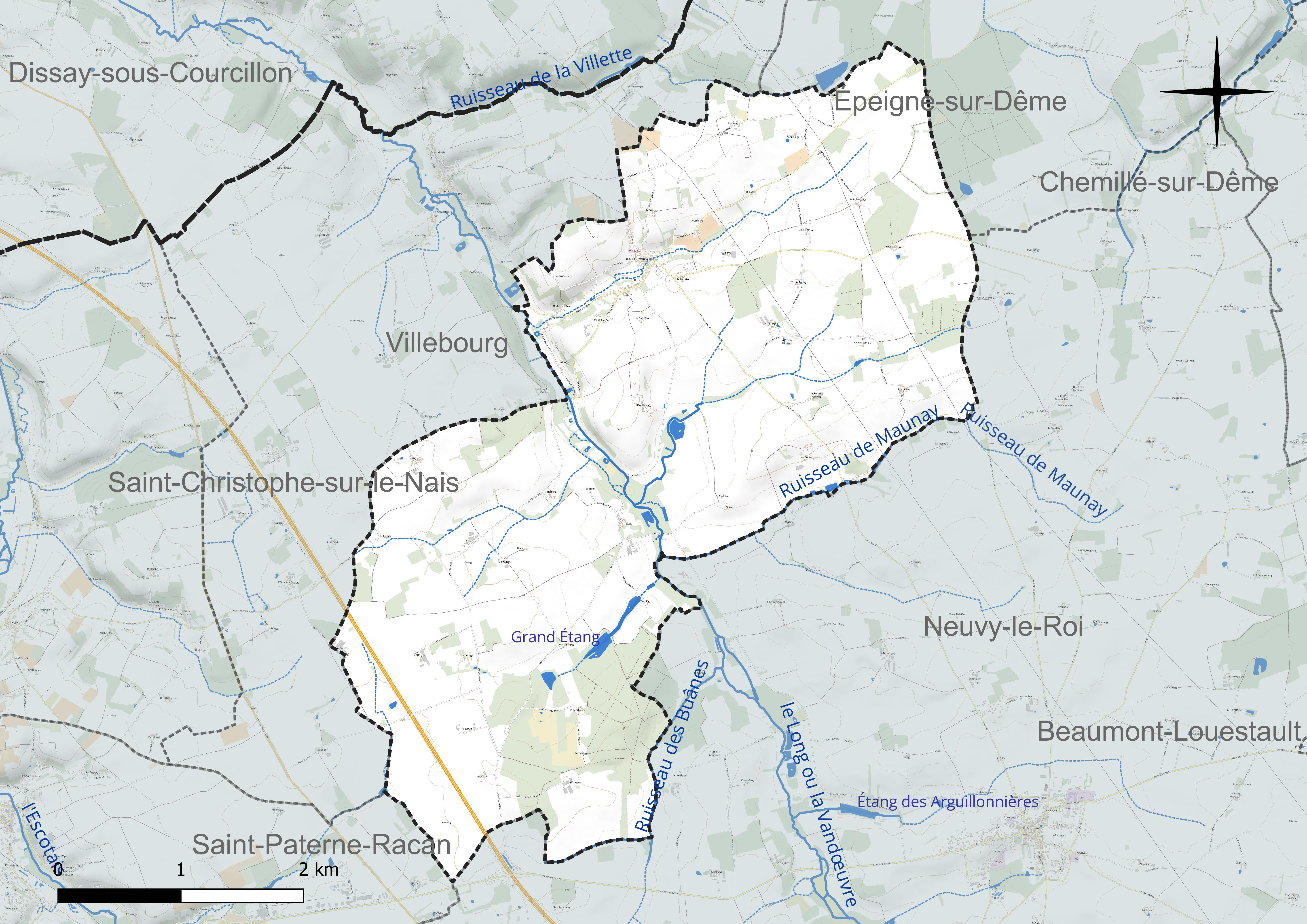
Réseau hydrographique de Bueil-en-Touraine.

Le réseau hydrographique communal, d'une longueur totale de 11,03 km, comprend un cours d'eau notable, le Long (2,431 km), également dénommé « la Vandoeuvre » et sept petits cours d'eau dont le Maunay (1,018 km),.
Le Long, d'une longueur totale de 22,1 km, prend sa source dans la commune de Rouziers-de-Touraine et se jette dans l'Escotais à Dissay-sous-Courcillon (Sarthe) après avoir traversé 6 communes.
Ce cours d'eau est classé dans la liste 2 au titre de l'article L. 214-17 du code de l'environnement sur le Bassin Loire-Bretagne. Du fait de ce classement, tout ouvrage doit être géré, entretenu et équipé selon des règles définies par l'autorité administrative, en concertation avec le propriétaire ou, à défaut, l'exploitant.
Sur le plan piscicole, le Long est classé en première catégorie piscicole. Le groupe biologique dominant est constitué essentiellement de salmonidés (truite, omble chevalier, ombre commun, huchon).
Deux zones humides ont été répertoriées sur la commune par la direction départementale des territoires (DDT) et le conseil départemental d'Indre-et-Loire : « la vallée du Long de la Ribondière au Château du Plessis » et « la vallée du Long du Château du Plessis à la Baratterie »,.

### Climat
Pour des articles plus généraux, voir Climat du Centre-Val de Loire et Climat d'Indre-et-Loire.
En 2010, le climat de la commune est de type climat océanique dégradé des plaines du Centre et du Nord, selon une étude du CNRS s'appuyant sur une série de données couvrant la période 1971-2000. En 2020, Météo-France publie une typologie des climats de la France métropolitaine dans laquelle la commune est dans une zone de transition entre le climat océanique et le climat océanique altéré et est dans la région climatique Moyenne vallée de la Loire, caractérisée par une bonne insolation (1 850 h/an) et un été peu pluvieux.
Pour la période 1971-2000, la température annuelle moyenne est de 10,9 °C, avec une amplitude thermique annuelle de 14,5 °C. Le cumul annuel moyen de précipitations est de 703 mm, avec 11,3 jours de précipitations en janvier et 6,9 jours en juillet. Pour la période 1991-2020, la température moyenne annuelle observée sur la station météorologique de Météo-France la plus proche, sur la commune de Saint-Christophe-sur-le-Nais à 6 km à vol d'oiseau, est de 12,1 °C et le cumul annuel moyen de précipitations est de 682,2 mm,. Pour l'avenir, les paramètres climatiques de la commune estimés pour 2050 selon différents scénarios d'émission de gaz à effet de serre sont consultables sur un site dédié publié par Météo-France en novembre 2022.

## Urbanisme

### Typologie
Au 1er janvier 2024, Bueil-en-Touraine est catégorisée commune rurale à habitat très dispersé, selon la nouvelle grille communale de densité à sept niveaux définie par l'Insee en 2022.
Elle est située hors unité urbaine. Par ailleurs la commune fait partie de l'aire d'attraction de Tours, dont elle est une commune de la couronne,. Cette aire, qui regroupe 162 communes, est catégorisée dans les aires de 200 000 à moins de 700 000 habitants,.

### Occupation des sols
L'occupation des sols de la commune, telle qu'elle ressort de la base de données européenne d’occupation biophysique des sols Corine Land Cover (CLC), est marquée par l'importance des territoires agricoles (88,8 % en 2018), une proportion identique à celle de 1990 (88,8 %). La répartition détaillée en 2018 est la suivante : 
terres arables (69,2 %), prairies (11,3 %), forêts (9,4 %), zones agricoles hétérogènes (8,3 %), zones urbanisées (1,7 %). L'évolution de l’occupation des sols de la commune et de ses infrastructures peut être observée sur les différentes représentations cartographiques du territoire : la carte de Cassini (XVIIIe siècle), la carte d'état-major (1820-1866) et les cartes ou photos aériennes de l'IGN pour la période actuelle (1950 à aujourd'hui).

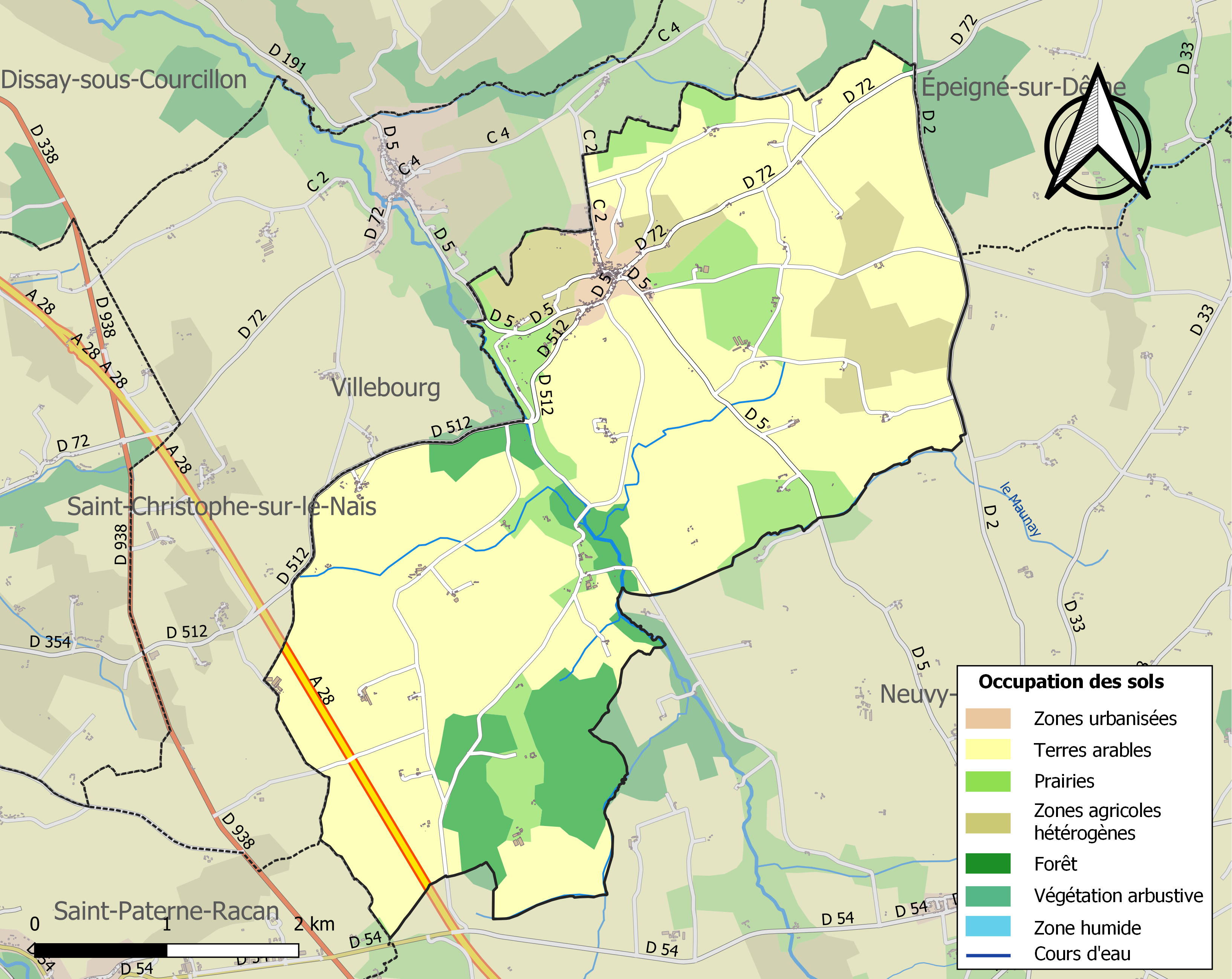
Carte des infrastructures et de l'occupation des sols de la commune en 2018 (CLC).

### Risques majeurs
Le territoire de la commune de Bueil-en-Touraine est vulnérable à différents aléas naturels : météorologiques (tempête, orage, neige, grand froid, canicule ou sécheresse) et séisme (sismicité très faible). Un site publié par le BRGM permet d'évaluer simplement et rapidement les risques d'un bien localisé soit par son adresse soit par le numéro de sa parcelle.

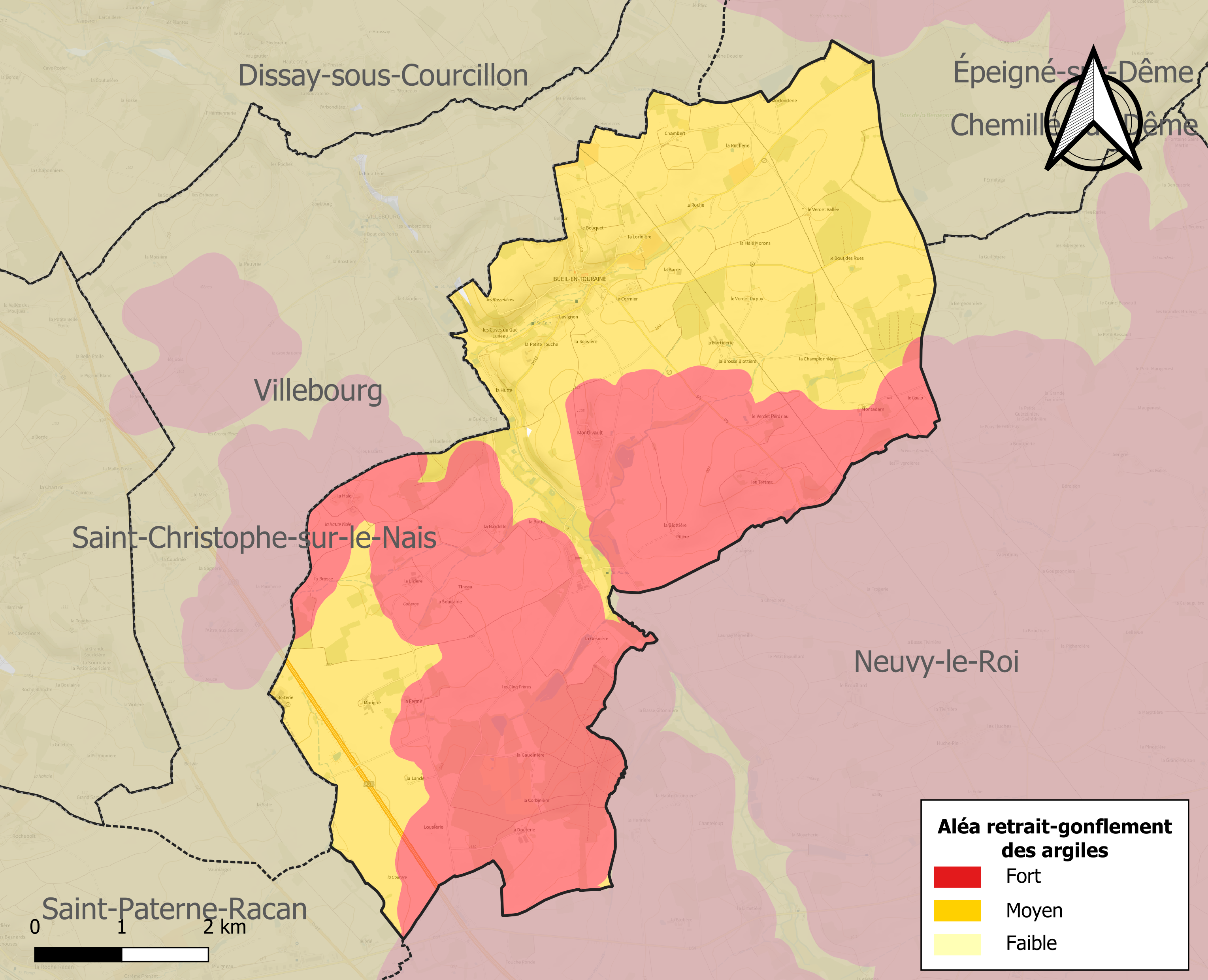
Carte des zones d'aléa retrait-gonflement des sols argileux de Bueil-en-Touraine.

Le retrait-gonflement des sols argileux est susceptible d'engendrer des dommages importants aux bâtiments en cas d’alternance de périodes de sécheresse et de pluie. La totalité de la commune est en aléa moyen ou fort (90,2 % au niveau départemental et 48,5 % au niveau national). Sur les 179 bâtiments dénombrés sur la commune en 2019, 179 sont en aléa moyen ou fort, soit 100 %, à comparer aux 91 % au niveau départemental et 54 % au niveau national. Une cartographie de l'exposition du territoire national au retrait gonflement des sols argileux est disponible sur le site du BRGM,.
Concernant les mouvements de terrains, la commune a été reconnue en état de catastrophe naturelle au titre des dommages causés par la sécheresse en 1990 et par des mouvements de terrain en 1999.

## Toponymie
Du gaulois boduo (Corneille) et ialo (clairière, champ).

## Histoire
Bueil-en-Touraine était une châtellenie relevant de la baronnie de Saint-Mars, mais ses seigneurs n'étaient sans doute pas issus, contrairement à ce qu'avançait la tradition,,, des seigneurs de L'Isle-Bouchard, Rivarennes et Cinq-Mars (voir l'article Bueil). Le premier seigneur connu est Hugues de Vaux, cité en 1108 postérieurement à son décès. Une famille féodale, probablement d'origine locale plutôt que venue, donc, des L'Isle-Bouchard, exerce la seigneurie de Bueil à partir du XIVe siècle au moins, et en prend le nom : la famille de Bueil. Mais dès les XIIe – XIIIe siècles, on rencontre des notables locaux, nommés de Bueil : certes sans preuve, il est cependant tentant de voir dans ces personnages des ancêtres de la maison seigneuriale.
Jean III de Bueil (v. 1340-1405) est maître des Arbalétriers en 1396-1398 (plutôt semble-t-il que son fils Jean IV, † en 1415 à la bataille d'Azincourt). À l'été 1476, le fils de Jean IV, Jean V de Bueil (né vers 1405-† 1478), comte de Sancerre, amiral de France, cède en fief la seigneurie directe de Bueil au chapitre de six chanoines de la collégiale de Bueil qu'il venait de fonder ; ledit chapitre assuma désormais ladite seigneurie jusqu'à la Révolution.
Le Plessis-Barbe était un fief notable, possédé en 1252 par un certain chevalier Barthélemy du Plessis († av. 1255), secondé par maître Pierre de Bueil. Au XIVe siècle, plusieurs Jean de Bueil (les seigneurs de Bueil portent alors le même nom : Jean) étaient les maîtres du Plessis. De 1389 à 1512 au moins, les détenteurs du fief du Plessis-Barbe sont les Villeblanche (aux Fondettes et à Mettray ; cf. Registres des comptes de la ville de Tours, 1881, p. 358-362, par Joseph Delaville Le Roulx), suivis par les Du Bois, de 1557 au moins jusqu'à la fin du XVIIe/début du XVIIIe siècle environ. En 1716, probablement à l'occasion de ses noces avec Jeanne-Catherine-Madeleine de Cotignon, le petit-fils de Racan, Pierre-Antoine de Bueil de Racan, (sgr. de Fontaines), en est doté (sa grand-mère paternelle, l'épouse de Racan, était Madeleine du Bois, fille de Pierre du Bois et de Françoise Olivier (fille de Suzanne de Chabannes-La Palice et de Jean Olivier du Hommet de La Rivière de Leuville, lui-même fils du chancelier Olivier) qui furent seigneurs du Plessis-Barbe (d'où sans doute l'accession de leur arrière-petit-fils Pierre-Antoine de Bueil audit Plessis-Barbe).
En 1745, le fief fut racheté par Michel-Roland des Escotais (1709-1781), seigneur de Chantilly, aussi maître de la Roche-Racan à St-Paterne, du fief de L'Ile à Chemillé, et du Coudray-Macouard. En 1755, le Plessis fut réuni aux seigneuries de Thoriau, d'Armilly et de La Roche, et érigée en comté des Escotais en faveur dudit Michel-Roland des Escotais de Chantilly, époux de Geneviève Pineau de Viennay,.

## Politique et administration

### Liste des maires
| Période                                  | Période  | Identité        | Étiquette | Qualité              |
| ---------------------------------------- | -------- | --------------- | --------- | -------------------- |
| mars 2001                                | 2020     | Rémi Tondereau  | DVD       | Agriculteur retraité |
| 2020                                     | En cours | Didier Descloux |           |                      |
| Les données manquantes sont à compléter. |          |                 |           |                      |

### Tendances politiques et résultats
| Scrutin             | Scrutin             | 1er tour | 1er tour  | 1er tour | 1er tour | 1er tour | 1er tour | 1er tour | 1er tour  | 1er tour | 1er tour | 1er tour | 1er tour | 2d tour | 2d tour | 2d tour | 2d tour | 2d tour | 2d tour |
| Scrutin             | Scrutin             | 1er      | 1er       | %        | 2e       | 2e       | %        | 3e       | 3e        | %        | 4e       | 4e       | %        | 1er     | 1er     | %       | 2e      | 2e      | %       |
| ------------------- | ------------------- | -------- | --------- | -------- | -------- | -------- | -------- | -------- | --------- | -------- | -------- | -------- | -------- | ------- | ------- | ------- | ------- | ------- | ------- |
| Présidentielle 2017 | Présidentielle 2017 |          | FN        | 21,83    |          | LR       | 21,32    |          | EM        | 19,29    |          | LFI      | 18,78    |         | EM      | 57,14   |         | FN      | 42,86   |
| Présidentielle 2022 | Présidentielle 2022 |          | RN        | 31,32    |          | LFI      | 20,88    |          | LREM      | 15,38    |          | REC      | 9,34     |         | RN      | 55,42   |         | LREM    | 44,58   |
| Législatives 2022   | 5e                  |          | PCF-Nupes | 24,63    |          | RN       | 23,13    |          | MoDem-Ens | 17,16    |          | LR       | 10,45    |         | RN      | 55,86   |         | MoDem   | 44,14   |
| Législatives 2024   | 5e                  |          | RN        | 38,27    |          | PCF-NFP  | 30,86    |          | MoDem-Ens | 18,52    |          | LR       | 9,88     |         | MoDem   | 57,14   |         | RN      | 42,86   |

## Population et société

### Démographie
L'évolution du nombre d'habitants est connue à travers les recensements de la population effectués dans la commune depuis 1793. Pour les communes de moins de 10 000 habitants, une enquête de recensement portant sur toute la population est réalisée tous les cinq ans, les populations de référence des années intermédiaires étant quant à elles estimées par interpolation ou extrapolation. Pour la commune, le premier recensement exhaustif entrant dans le cadre du nouveau dispositif a été réalisé en 2005.

En 2022, la commune comptait 325 habitants, en évolution de +2,2 % par rapport à 2016 (Indre-et-Loire : +1,67 %, France hors Mayotte : +2,11 %).
| 1793 | 1800 | 1806 | 1821 | 1831 | 1836 | 1841 | 1846 | 1851 |
| ---- | ---- | ---- | ---- | ---- | ---- | ---- | ---- | ---- |
| 800  | 665  | 885  | 747  | 659  | 708  | 642  | 639  | 603  |

| 1856 | 1861 | 1866 | 1872 | 1876 | 1881 | 1886 | 1891 | 1896 |
| ---- | ---- | ---- | ---- | ---- | ---- | ---- | ---- | ---- |
| 577  | 629  | 614  | 594  | 551  | 553  | 561  | 573  | 560  |

| 1901 | 1906 | 1911 | 1921 | 1926 | 1931 | 1936 | 1946 | 1954 |
| ---- | ---- | ---- | ---- | ---- | ---- | ---- | ---- | ---- |
| 535  | 527  | 466  | 422  | 415  | 433  | 434  | 388  | 392  |

| 1962 | 1968 | 1975 | 1982 | 1990 | 1999 | 2005 | 2006 | 2010 |
| ---- | ---- | ---- | ---- | ---- | ---- | ---- | ---- | ---- |
| 425  | 519  | 429  | 452  | 341  | 366  | 377  | 378  | 323  |

| 2015 | 2020 | 2022 | - | - | - | - | - | - |
| ---- | ---- | ---- | - | - | - | - | - | - |
| 318  | 325  | 325  | - | - | - | - | - | - |

### Enseignement
Bueil-en-Touraine se situe dans l'Académie d'Orléans-Tours (Zone B) et dans la circonscription de Saint-Cyr-Sur-Loire. La commune compte une école élémentaire publique.

## Culture locale et patrimoine

### Lieux et monuments
- Château moderne du Plessis-Barbe.
- Manoir du Gué du Roi.
- Anciens moulins à eau.

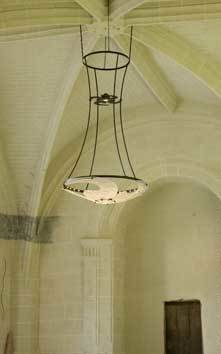
« Lumières de Bueil » dans l'église Saint-Pierre.

- La collégiale Saint-Michel-et-Saint-Pierre est formée par la réunion de deux églises jumelées : l'église Saint-Pierre-ès-Liens du XVe siècle (deux nefs ogivales, massif clocher-tour du XVIe siècle, porte Renaissance, double escalier) et la collégiale Saint-Michel du XIVe siècle, restaurée (nef unique de quatre travées, chœur polygonal, crypte funéraire en berceau surbaissé) ; fonts baptismaux de 1521 (cuve de pierre sculptée par Jehan Baron, couvercle de bois sculpté), statues funéraires des Bueil du XVe siècle (reconstituées), Vierge à l'Enfant XIVe siècle, Vierge du XVIIIe siècle, statues du XVIe siècle de saint Sébastien et sainte Barbe. En 2008, la restauration des deux églises a vu la création originale de quatre luminaires contemporains en verre, par les artistes Natacha Mondon et Eric Pierre.
- Croix de cimetière du XVIe siècle.

### Personnalités liées à la commune
- Famille de Bueil
- Michel-Roland des Escotais

### Héraldique
|  | Les armoiries de Bueil-en-Touraine se blasonnent ainsi : D'azur au croissant d'argent accompagné de six croisettes recroisetées au pied fiché d'or, trois rangées en chef et trois rangées en pointe. (armes des Du Bueil) |